# Ctenophthalmus microphthalma
Ctenophthalmus microphthalma är en loppart som beskrevs av Beaucournu et Kock 1996. Ctenophthalmus microphthalma ingår i släktet Ctenophthalmus och familjen mullvadsloppor. Inga underarter finns listade i Catalogue of Life.